# Lista sucessória dos patriarcas grego ortodoxos de Constantinopla após 1453

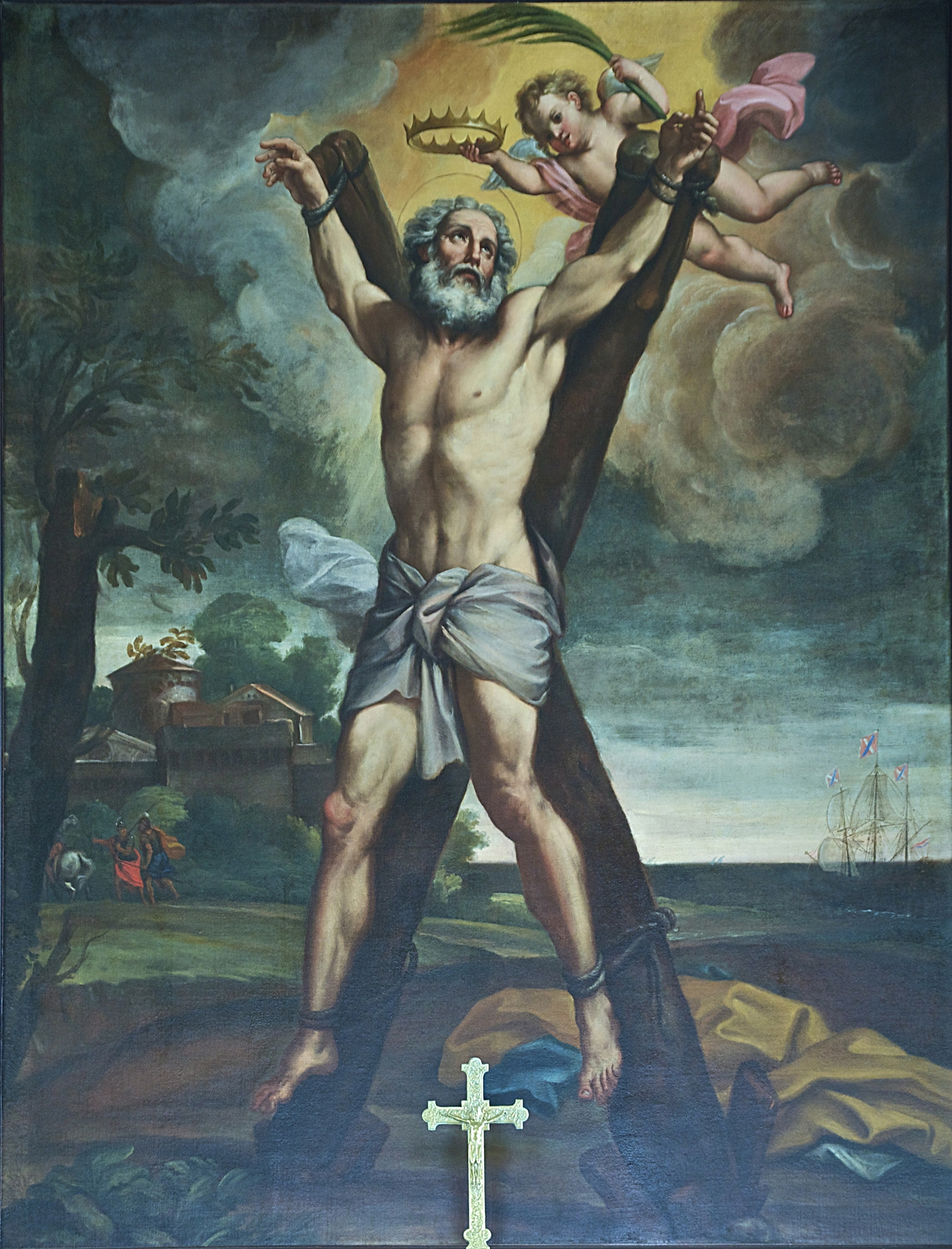
Santo André, tido como fundador da Igreja de Constantinopla

A Igreja que peregrina em Bizâncio (em grego: Βυζάντιον; romaniz.: Byzántion) remonta ao tempo dos Doze Apóstolos quando, segundo a tradição, Santo André a erigiu. A importância da "Sede Constantinopolitana" e de seu bispo foi fortemente marcada pela ascensão da cidade a capital do Império Romano, a "Nova Roma". Por esse tempo, seu bispo era o segundo em importância, após o Papa, mas o IV Sínodo Eumênico conferiu a ele as mesmas honras de sua contraparte romana.

## Patriarcas grego ortodoxos (a partir de 1453)
Foi durante o reinado do patriarca Genádio II Escolário que se deu a Queda de Constantinopla e, por isso, ele consta nas duas listas:
1. Genádio II Escolário (1453-1456, 1458, 1462-1463, 1464)
2. Isidoro II Xantópulo (1456-1462)
3. Sofrônio I Sirópulo (1463-1464)
4. Josafá I (1464, 1464-1466)
5. Marcos II Xilocáraves (1466)
6. Simeão I de Trebizonda (1466, 1471-1474, 1481-1486)
7. Dionísio I (1466-1471, 1489-1491)
8. Rafael I (1475-1476)
9. Máximo III Manasses (1476-1481)
10. Nefão II (1486-1488, 1497-1498, 1502)
11. Máximo IV (1491-1497)
12. Joaquim I (1498-1502, 1504)
13. Pacômio I (1503-1504, 1504-1513)
14. Teolepto I (1513-1522)
15. Jeremias I (1522-1545)
16. Joanício I (1546)
17. Dionísio II (1546-1555)
18. Josafá II (1555-1565)
19. Metrófanes III (1565-1572, 1579-1580)
20. Jeremias II Trano (1572-1579, 1580-1584. 1587-1595)
21. Pacômio II (1584-1585)
22. Teolepto II (1585-1586)
23. Mateus II (1596, 1598-1602, 1603)
24. Gabriel I (1596)
25. Teófanes I (1597)
26. Melécio I Pegas (coadjutor) (1597-1598, 1601
27. Neófito II (1602-1603, 1607-1612)
28. Rafael II (1603-1607)
29. Timóteo II (1612-1620)
30. Cirilo I Lucaris (1612, 1620-1623, 1623-1630, 1630-1633, 1633-1634, 1634-1635, 1637-1638)
31. Gregório IV de Amásia (1623)
32. Ântimo II (1623)
33. Cirilo II Contares (1633, 1635-1636, 1638-1639)
34. Atanásio III Patelaro (1634)
35. Neófito III de Niceia (1636-1637)
36. Partênio I (1639-1644)
37. Partênio II (1644-1646, 1648-1651)
38. Joanício II (1646-1648, 1651-1652, 1653-1654, 1655-1656))
39. Cirilo III (1652-1654)
40. Partênio III (1656-1657)
41. Gabriel II (1657)
42. Partênio IV (1657-1662, 1665-1667, 1671, 1675-1676, 1684, 1685)
43. Teófanes II (1659)
44. Dionísio III (1662-1665)
45. Clemente (1667)
46. Metódio III (1668-1671)
47. Dionísio IV, o Muçulmano (1671-1673, 1676-1679, 1682-1684, 1686-1687, 1693-1694)
48. Gerásimo II (1673-1674)
49. Atanásio IV (1679)
50. Tiago (1679-1682, 1685-1686, 1687-1688)
51. Calínico II (1688, 1689-1693, 1694-1702)
52. Neófito IV (1688)
53. Gabriel III (1702-1707)
54. Neófito V (1707)
55. Cipriano I (1707-1709, 1713-1714)
56. Atanásio V (1709-1711)
57. Cirilo IV (1711-1713)
58. Cosme III (1714-1716)
59. Jeremias III (1716-1726, 1732-1733)
60. (Calínico III) (1726)
61. Paísio II (1726-1732, 1740-1743, 1744-1748)
62. Serafim I (1733-1734)
63. Neófito VI (1734-1740, 1743-1744)
64. Cirilo V (1748-1751, 1752-1757)
65. Calínico IV (III) (1757)
66. Serafim II (1757-1761)
67. Joanício III (1761-1763)
68. Samuel I (1763-1768, 1773-1774)
69. Melécio II (1769-1769)
70. Teodósio II (1769-1773)
71. Sofrônio II (1774-1780)
72. Gabriel IV (1780-1785)
73. Procópio I (1785-1789)
74. Neófito VII (1789-1794, 1798-1801)
75. Gerásimo III (1794-1797)
76. Gregório V (1797-1798, 1806-1808, 1818-1821)
77. Calínico V (IV) (1801-1806. 1808-1809)
78. Jeremias IV (1809-1813)
79. Cirilo VI (1813-1818)
80. Eugênio II (1821-1822)
81. Ântimo III (1822-1824)
82. Crisanto I (1824-1826)
83. Agatângelo I (1826-1830)
84. Constâncio I (1830-1834)
85. Constâncio II (1834-1835)
86. Gregório VI (1835-1840, 1867-1871)
87. Ântimo IV (1840-1841, 1848-1852)
88. Ântimo V (1841-1842)
89. Germano IV (1842-1845, 1852-1853)
90. Melécio III (1845)
91. Ântimo VI (1845-1848, 1853-1855, 1871-1873)
92. Cirilo VII (1855-1860)
93. Joaquim II (1860-1863, 1873-1878)
94. Sofrônio III (1863-1866)
95. Joaquim III (1878-1884, 1901-1912)
96. Joaquim IV (1884-1887)
97. Dionísio V (1887-1891)
98. Neófito VIII (1891-1894)
99. Ântimo VII (1895-1897)
100. Constantino V (1897-1901)
101. Germano V (1913-1918)
  1. vago 1918-1921
102. Melécio IV (1921-1923)
103. Gregório VII (1923-1924)
104. Constantino VI (1924-1925)
105. Basílio III (1925-1929)
106. Fócio II (1929-1935)
107. Benjamim I (1936-1946)
108. Máximo V (1946-1948)
109. Atenágoras I (1948-1972)
110. Demétrio I (1972-1991)
111. Bartolomeu I (1991-presente)

## Listas correlatas
Para os patriarcas anteriores ao Grande Cisma do Oriente, em 1054, quando a Igreja Ortodoxa estava em comunhão plena com a Igreja Católica, veja:
Para os patriarcas grego ortodoxos anteriores ao Cisma veja: